# Calzone
Il calzone è una specialità gastronomica italiana nella quale una farcitura o ripieno di vario genere viene racchiusa in un involucro di pasta e successivamente cotta nel forno o fritta.

## Descrizione
Sebbene questo genere di preparazioni sia comune a molte cucine, non solo italiane, una delle prime attestazioni di una preparazione analoga, sia nella denominazione che nella ricetta, al calzone, sono riconducibili agli Usi e costumi di Napoli e contorni descritti e dipinti di Francesco de Bourcard, opera sulle tradizioni del regno partenopeo risalente alla metà dell'XIX secolo.
(Francesco de Bourcard, Usi e costumi di Napoli, Vol. II, pag. 124)

## Varianti

### Campania
Il calzone viene cotto al forno, usando lo stesso impasto della pizza. Gli ingredienti più classici sono salame, ricotta, provola, fiordilatte e parmigiano. Nelle versioni moderne viene spesso condito con passata di pomodoro e mozzarella in superficie. La versione fritta, in particolare nella cucina napoletana, assume il nome di pizza fritta. Il calzone fa parte dei prodotti agroalimentari tradizionali campani.

### Puglia
In Puglia è noto come panzerotto, riconosciuto come prodotto agroalimentare tradizionale pugliese, e viene preparato con il metodo della frittura. All'impasto viene aggiunto olio o strutto per darne una consistenza più friabile. Il ripieno tradizionale è a base di mozzarella e pomodoro.

### Sicilia
In Sicilia il calzone è preparato con la pasta per la pizza ed è tipicamente cotto al forno a legna e ripieno di formaggio, prosciutto cotto e salsa di pomodoro. In provincia di Catania, nei comuni di Zafferana Etnea e Viagrande, si trova un calzone fritto chiamato pizza siciliana o semplicemente siciliana, che nella versione classica è ripieno di formaggio e acciuga salata. Varianti più piccole del calzone si trovano in Sicilia come pezzi di rosticceria e cibo da strada. Nella versione fritta si trovano il pidone a Messina (ripieno di formaggio, acciughe e verdura), il calzone fritto a Palermo (con ripieno di formaggio e prosciutto), la siciliana (con ripieno di formaggio e acciughe salate) e la diavola (con ripieno di formaggio, prosciutto cotto, salsa di pomodoro e pepe) a Catania. Nella versione da forno è tipica la cartocciata catanese.

### Basilicata
In Basilicata è diffuso nella provincia di Matera e nel Metapontino in particolare con il nome di falagone (falaon in dialetto), prodotto con un impasto non lievitato e con ingredienti perlopiù vegetali, come bietole, patate, spinaci, peperoni e cipolle, ma possono essere sostituiti con carne e derivati come uova e ricotta. Tipico del comune di Rotondella è u' pastizz rtunnar (il pasticcio rotondellese), farcito con carne di maiale, uova e formaggio. Vi è anche una variante tipicamente "dolce", come u’ Pastzzott di Nova Siri, con un ripieno di ceci, mandorle, miele e cacao amaro. Tutte e tre le tipologie sono inserite nel registro dei prodotti agroalimentari tradizionali lucani.

### Abruzzo e Molise
Tipico delle regioni è il fiadone, piccolo calzone cotto al forno con una farcia composta da formaggi vari come rigatino, caciotta, parmigiano e pecorino. Il fiadone molisano differisce da quello abruzzese per maggiori dimensioni.